# 방어진중학교
방어진중학교(方魚津中學校)는 대한민국 울산광역시 동구 화정동에 위치한 공립 중학교이다.

## 학교 연혁
- 1947년 10월 28일 : 재단법인 해양학회 설립 인가
- 1947년 12월 5일 : 방어진수산중학교 개교(사립)
- 1959년 5월 14일 : 방어진중학교 개편(공립)
- 1990년 5월 21일 : 신축교사(현 양지초등학교) 이전
- 2003년 8월 25일 : 신축교사 2차 이전
- 2023년 12월 16일 : 제74회 졸업식(193명, 누계 21,976명)
- 2024년 3월 1일 : 제32대 김일성 교장 취임
- 2024년 3월 4일 : 제77회 입학식 (194명)

## 참고 자료
- 방어진중학교 - 한국교육학술정보원 학교알리미